# Slovenia Open WTA 2021 - Qualificazioni singolare
Le qualificazioni del singolare femminile dello Slovenia Open WTA 2021 sono state un torneo di tennis preliminare per accedere alla fase finale della manifestazione svolte dal 12 al 13 settembre 2021. Le vincitrici dell'ultimo turno sono entrate di diritto nel tabellone principale. In caso di ritiro di una o più giocatrici aventi diritto a queste sono subentrati le lucky loser, ossia le giocatrici che hanno perso nell'ultimo turno ma che avevano una classifica più alta rispetto alle altre partecipanti che avevano comunque perso nel turno finale.

## Teste di serie
1. Lesley Pattinama Kerkhove (primo turno)
2. Viktória Kužmová (qualificata)
3. Grace Min (primo turno, ritirata)
4. Lucia Bronzetti (qualificata)
5. Aleksandra Krunić (qualificata)
6. Katie Boulter (qualificata)

1. Lucrezia Stefanini (ultimo turno)
2. Urszula Radwańska (primo turno, ritirata)
3. Susan Bandecchi (ultimo turno)
4. Tereza Mrdeža (qualificata)
5. Julija Hatouka (ultimo turno)
6. Irina Fetecău (ultimo turno)

## Qualificate
1. Cristiana Ferrando
2. Viktória Kužmová
3. Tereza Mrdeža

1. Lucia Bronzetti
2. Aleksandra Krunić
3. Katie Boulter

## Tabellone

### Legenda
| - Q = Qualificato - WC = Wild card - LL = Lucky loser | - ALT = Alternate - SE = Special Exempt - PR = Protected Ranking | - w/o = Walkover - r = Ritirato - d = Squalificato |

### Sezione 1
|  | Primo turno | Primo turno               | Primo turno | Primo turno | Primo turno |  |  | Ultimo turno | Ultimo turno       | Ultimo turno       | Ultimo turno | Ultimo turno |  |
|  |             |                           |             |             |             |  |  |              |                    |                    |              |              |  |
|  | 1           | Lesley Pattinama Kerkhove | 6           | 3           | 3           |  |  |              |                    |                    |              |              |  |
|  |             | Cristiana Ferrando        | 0           | 6           | 6           |  |  |              | Cristiana Ferrando | Cristiana Ferrando | 7            | 6            |  |
|  |             | Camilla Rosatello         | 6           | 3           | 2           |  |  | 11           | Julija Hatouka     | Julija Hatouka     | 62           | 1            |  |
|  | 11          | Julija Hatouka            | 3           | 6           | 6           |  |  |              |                    |                    |              |              |  |

### Sezione 2
|  | Primo turno | Primo turno        | Primo turno        | Primo turno | Primo turno |  |  | Ultimo turno | Ultimo turno       | Ultimo turno | Ultimo turno | Ultimo turno |  |
|  |             |                    |                    |             |             |  |  |              |                    |              |              |              |  |
|  | 2           | Viktória Kužmová   | Viktória Kužmová   | 6           | 6           |  |  |              |                    |              |              |              |  |
|  |             | Stefania Rubini    | Stefania Rubini    | 3           | 1           |  |  | 2            | Viktória Kužmová   | 6            | 4            | 7            |  |
|  | WC          | Noka Jurič         | Noka Jurič         | 1           | 3           |  |  | 7            | Lucrezia Stefanini | 4            | 6            | 65           |  |
|  | 7           | Lucrezia Stefanini | Lucrezia Stefanini | 6           | 6           |  |  |              |                    |              |              |              |  |

### Sezione 3
|  | Primo turno | Primo turno   | Primo turno  | Primo turno | Primo turno |  |  | Ultimo turno | Ultimo turno  | Ultimo turno | Ultimo turno | Ultimo turno |  |
|  |             |               |              |             |             |  |  |              |               |              |              |              |  |
|  | 3           | Grace Min     | Grace Min    | 5           | 0r          |  |  |              |               |              |              |              |  |
|  |             | Emina Bektas  | Emina Bektas | 7           | 0           |  |  |              | Emina Bektas  | 6            | 4            | 0            |  |
|  |             | Lina Ǵorčeska | 6            | 0           | 1           |  |  | 10           | Tereza Mrdeža | 4            | 6            | 6            |  |
|  | 10          | Tereza Mrdeža | 3            | 6           | 6           |  |  |              |               |              |              |              |  |

### Sezione 4
|  | Primo turno | Primo turno            | Primo turno            | Primo turno | Primo turno |  |  | Ultimo turno | Ultimo turno           | Ultimo turno           | Ultimo turno | Ultimo turno |  |
|  |             |                        |                        |             |             |  |  |              |                        |                        |              |              |  |
|  | 4           | Lucia Bronzetti        | 3                      | 6           | 6           |  |  |              |                        |                        |              |              |  |
|  |             | Fanny Stollár          | 6                      | 3           | 2           |  |  | 4            | Lucia Bronzetti        | Lucia Bronzetti        | 6            | 6            |  |
|  | PR          | Samantha Murray Sharan | Samantha Murray Sharan | 6           | 2           |  |  | PR           | Samantha Murray Sharan | Samantha Murray Sharan | 2            | 3            |  |
|  | 8           | Urszula Radwańska      | Urszula Radwańska      | 4           | 0r          |  |  |              |                        |                        |              |              |  |

### Sezione 5
|  | Primo turno | Primo turno       | Primo turno       | Primo turno | Primo turno |  |  | Ultimo turno | Ultimo turno      | Ultimo turno | Ultimo turno | Ultimo turno |  |
|  |             |                   |                   |             |             |  |  |              |                   |              |              |              |  |
|  | 5           | Aleksandra Krunić | Aleksandra Krunić | 6           | 6           |  |  |              |                   |              |              |              |  |
|  | WC          | Tina Cvetkovič    | Tina Cvetkovič    | 1           | 1           |  |  | 5            | Aleksandra Krunić | 2            | 6            | 6            |  |
|  | Alt         | Ekaterina Jašina  | Ekaterina Jašina  | 5           | 5           |  |  | 9            | Susan Bandecchi   | 6            | 1            | 3            |  |
|  | 9           | Susan Bandecchi   | Susan Bandecchi   | 7           | 7           |  |  |              |                   |              |              |              |  |

### Sezione 6
|  | Primo turno | Primo turno    | Primo turno    | Primo turno | Primo turno |  |  | Ultimo turno | Ultimo turno  | Ultimo turno  | Ultimo turno | Ultimo turno |  |
|  |             |                |                |             |             |  |  |              |               |               |              |              |  |
|  | 6           | Katie Boulter  | Katie Boulter  | 6           | 6           |  |  |              |               |               |              |              |  |
|  | WC          | Manca Pislak   | Manca Pislak   | 3           | 2           |  |  | 6            | Katie Boulter | Katie Boulter | 7            | 6            |  |
|  | WC          | Ela Nala Milić | Ela Nala Milić | 1           | 0           |  |  | 12           | Irina Fetecău | Irina Fetecău | 64           | 2            |  |
|  | 12          | Irina Fetecău  | Irina Fetecău  | 6           | 6           |  |  |              |               |               |              |              |  |